# Panaxia flavomarginata
Panaxia flavomarginata là một loài bướm đêm thuộc phân họ Arctiinae, họ Erebidae.